# Cilibia
Cilibia (łac. Diocesis Cilibiensis) – stolica historycznej diecezji w Cesarstwie rzymskim w prowincji Afryka Prokonsularna, sufragania metropolii Kartagina. Współcześnie w Tunezji. Obecnie katolickie biskupstwo tytularne.

## Biskupi tytularni
| Lp. | Biskup                      | Funkcja                             | Od                | Do              |
| --- | --------------------------- | ----------------------------------- | ----------------- | --------------- |
| 1   | Víctor Manuel López Forero  | biskup pomocniczy Bogoty (Kolumbia) | 7 czerwca 1985    | 21 czerwca 1994 |
| 2   | Javier Echevarría Rodríguez | prałat Opus Dei                     | 21 listopada 1994 | 12 grudnia 2016 |
| 3   | Edward Kawa                 | biskup pomocniczy Lwowa (Ukraina)   | 13 maja 2017      | 1 lipca 2025    |